# Várkonyi Nándor

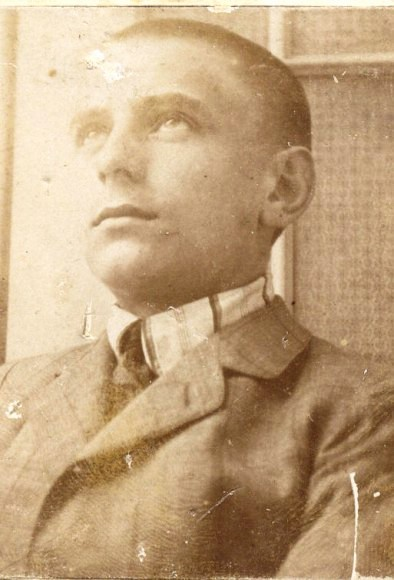
Várkonyi Nándor 1909. Nyitra.

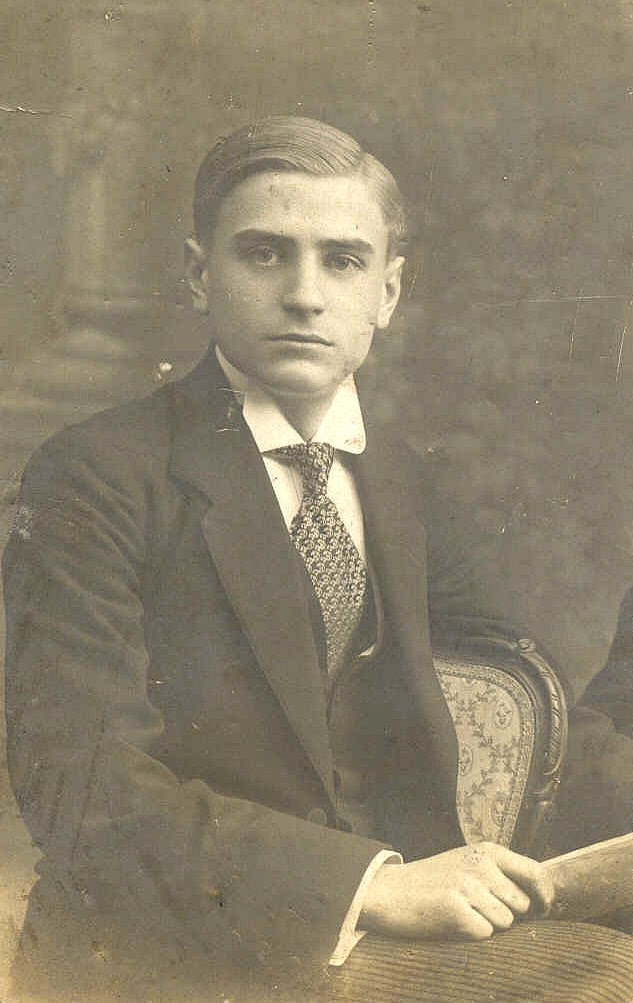
Várkonyi Nándor 1914. Nyitra.

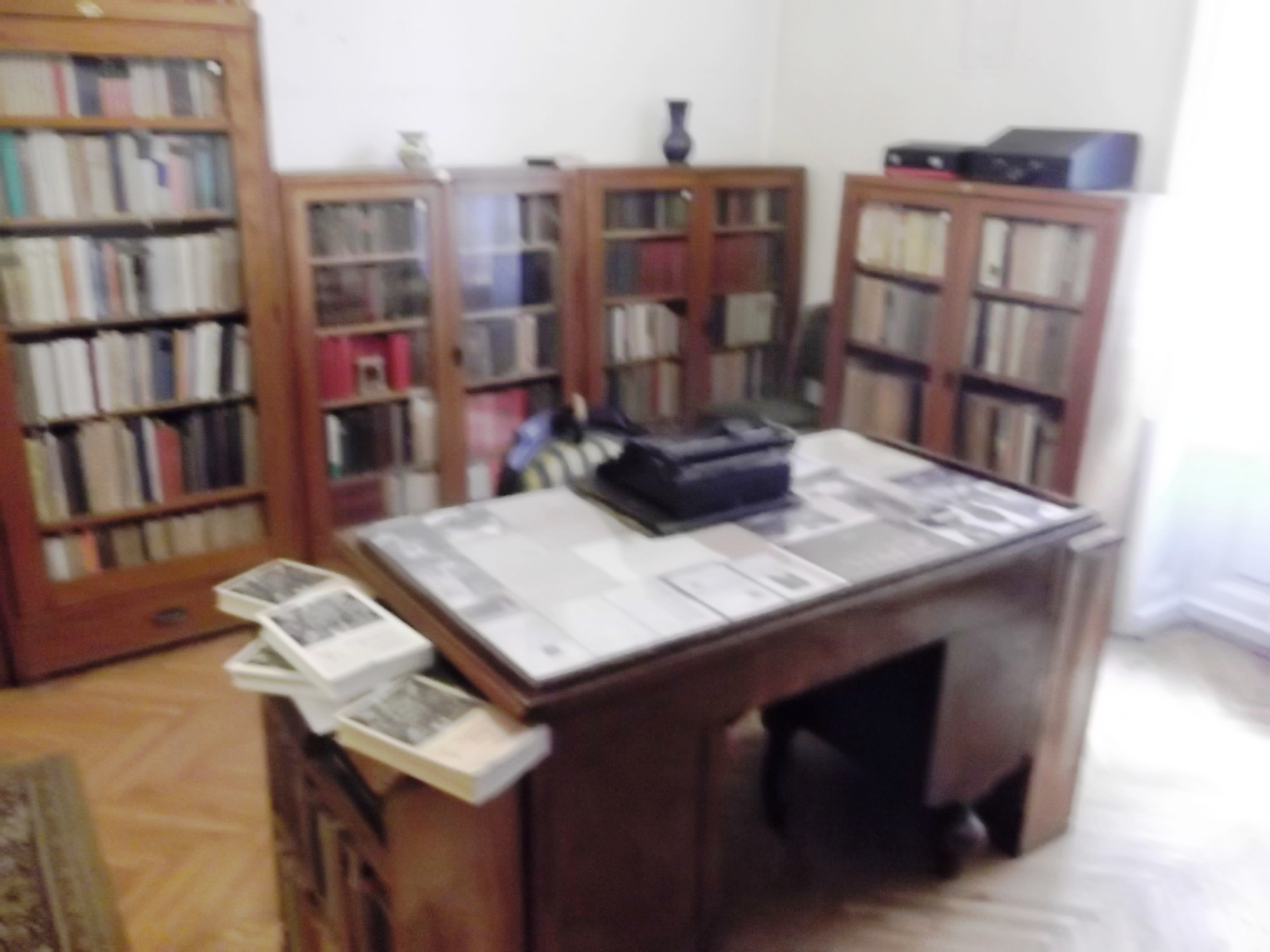
2012. május 16-án, Pécsen megnyílt a Belvárosi Fiókkönyvtár a volt Hamerli-házban (Pécs, Király u. 9.) Ebben az épületben kapott helyet a Várkonyi Nándor emlékszoba is, mely dolgozószobája bútoraiból, könyveiből és egyéb emléktárgyakból áll.

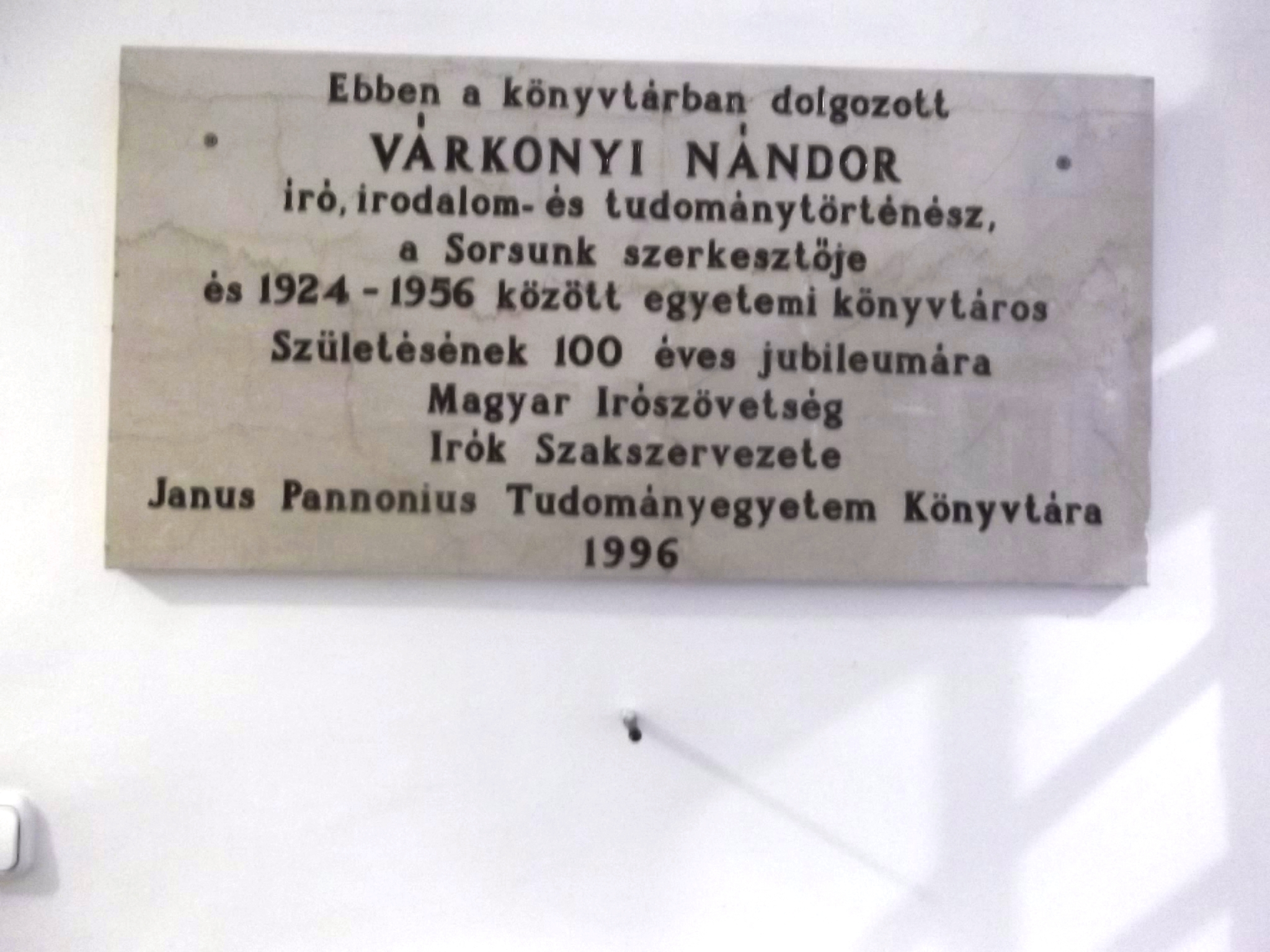
Várkonyi Nándor emléktáblája. Klimo Könyvtár. Pécs, Szepessy Ignác utca 1–3.

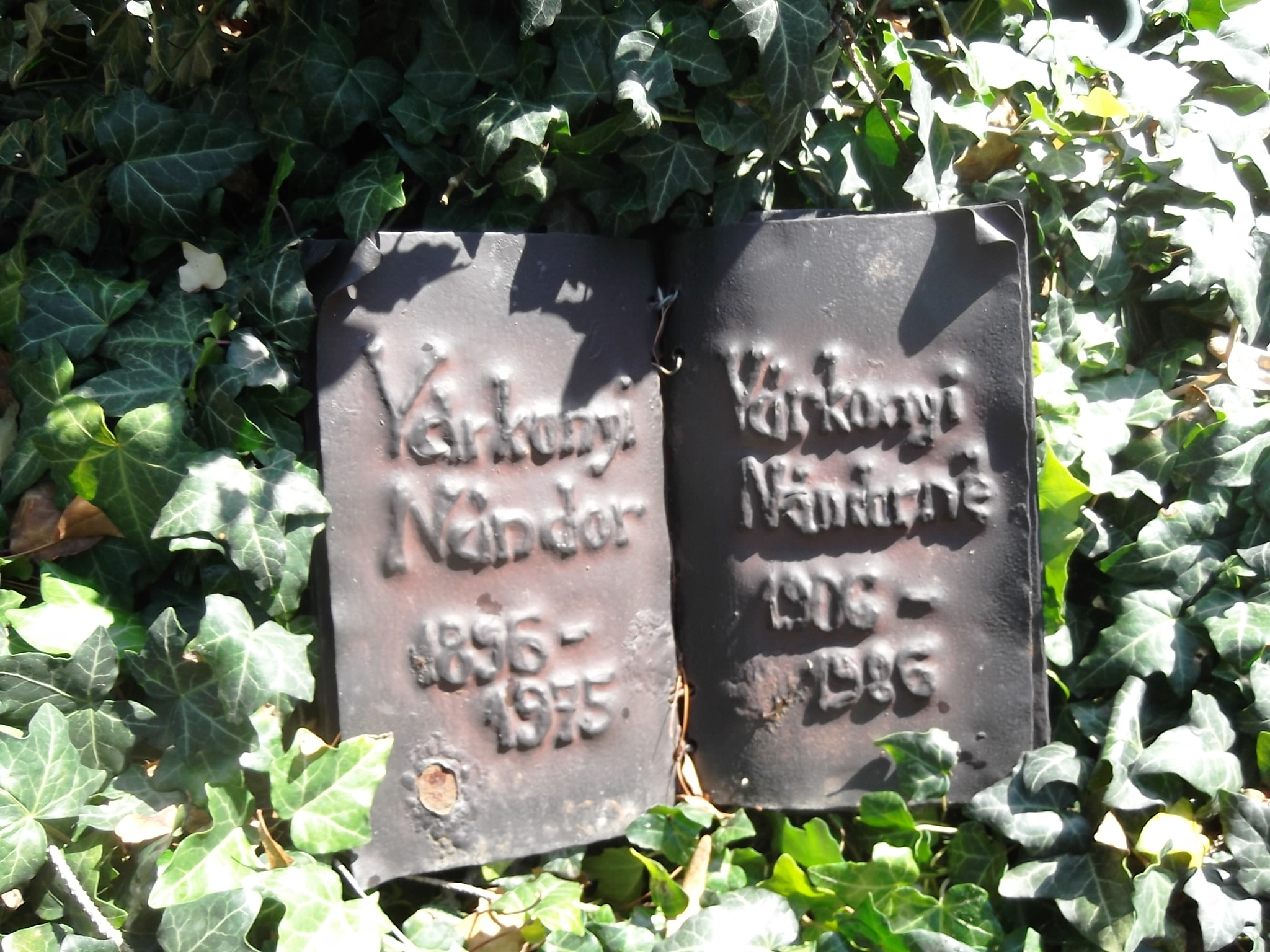
Várkonyi Nándor és feleségének a sírja a Pécsi Köztemetőben. Parcella: S, Sor: I., Sírhely: 2

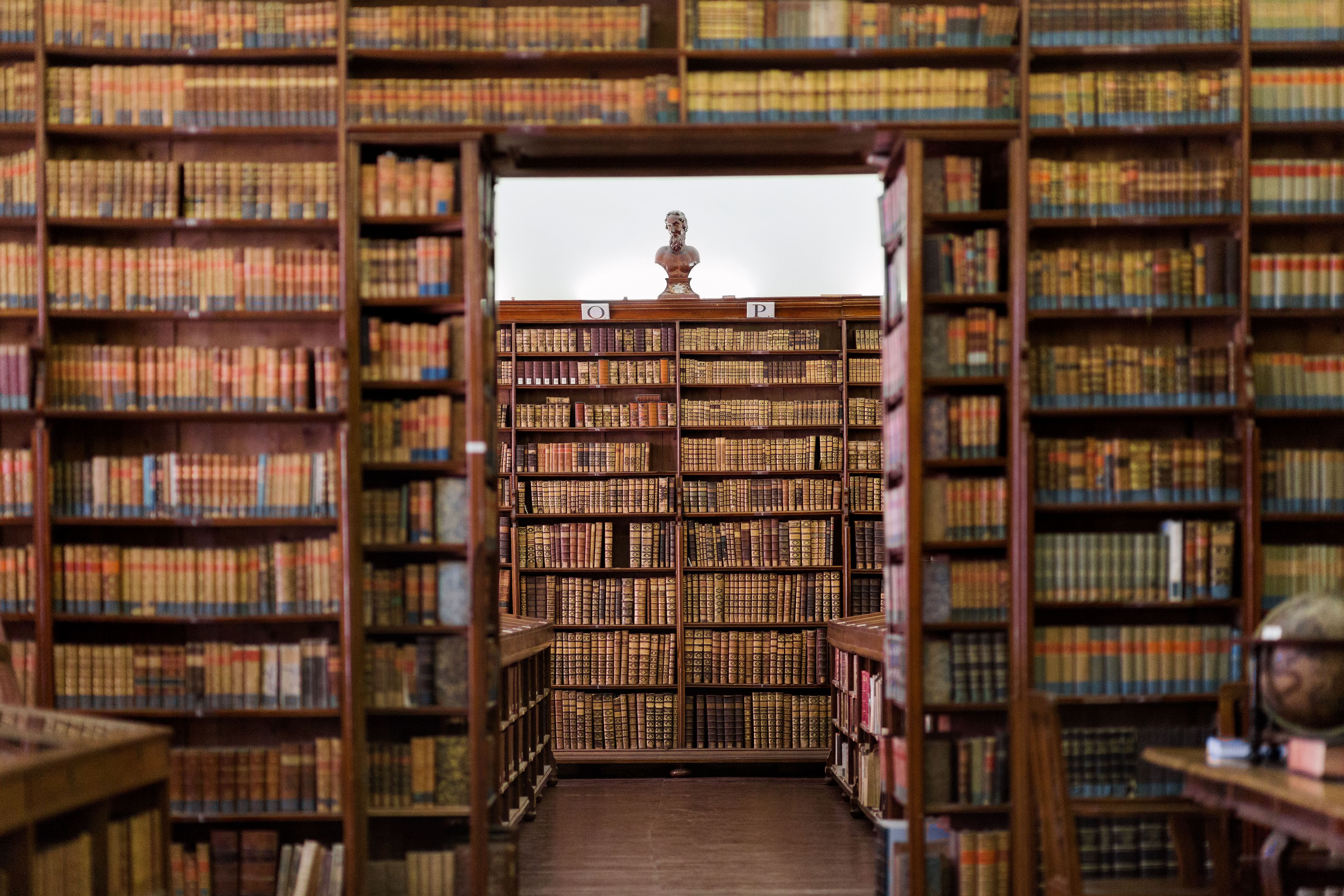
A Klimó Könyvtár olvasótermei. Itt dolgozott Várkonyi Nándor 1924–1956 között

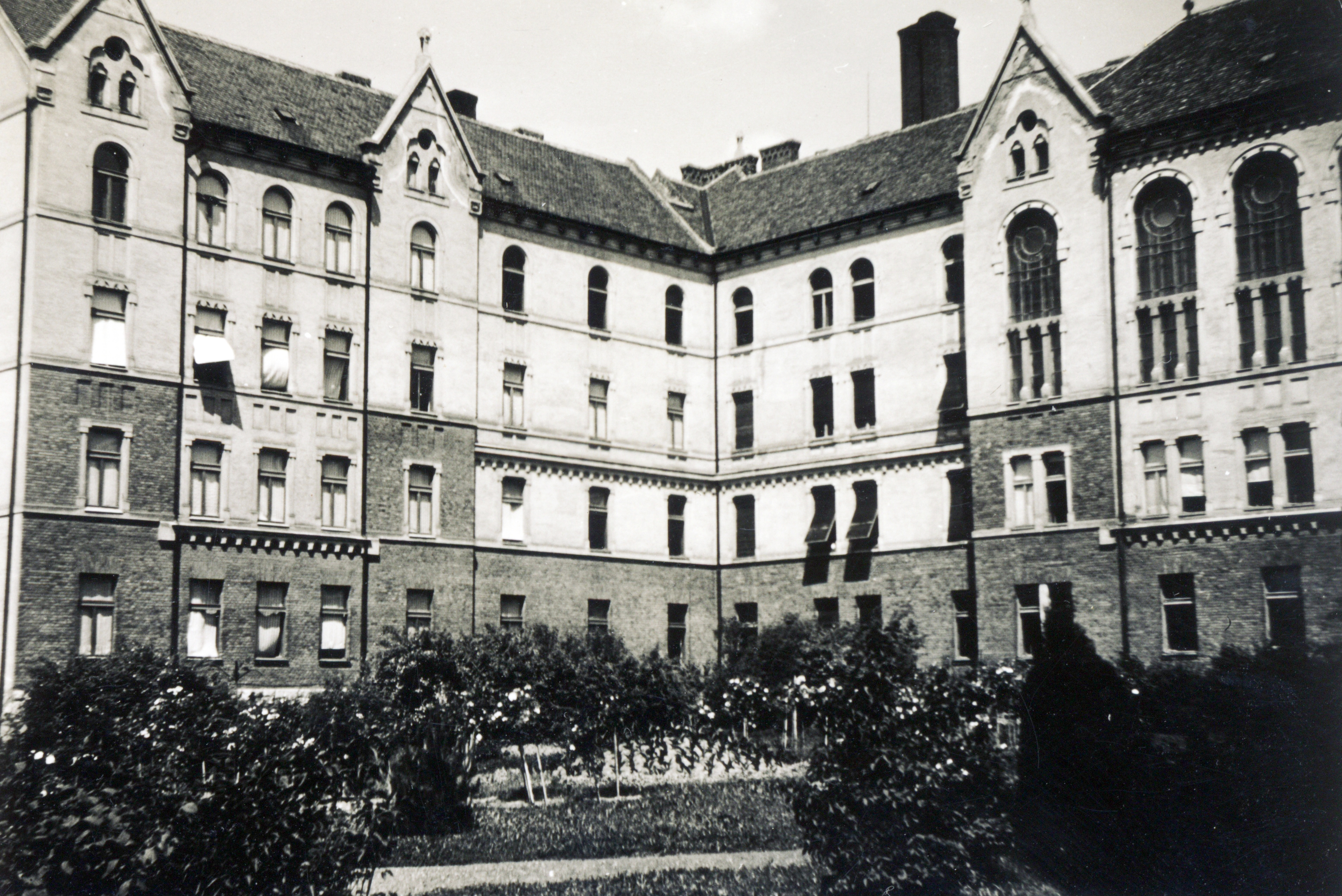
Az egykori jezsuita Pius gimnázium és internátus, ma a Pécsi Tudományegyetem Bölcsészettudományi és a Természettudományi karának ad otthont. Itt tanított Várkonyi Nándor 1941–1945 között.

Várkonyi Nándor (Pécs, 1896. május 19. – Pécs, 1975. március 11.) magyar író, irodalomszervező, szerkesztő, könyvtáros, irodalom- és kultúrtörténész.

## Családja
Várkonyi Nándor apai nagyszülei Czernil Ignácz (Olmütz, 1830. július 30. – Budapest, 1878. július 5.) és August Mária (1824. február 14. – ?), anyai nagyszülei Eberhardt Hugó (Lebkowitz, 1826. június 21. – Krems, 1897. szeptember 17.) és Voschtetter Amália (Songastin, 1832. december 4.– Pozsony, 1912. július 6.). Édesapja id. Várkonyi Nándor (Budapest, 1856. július 29. – Budapest, 1918. július 13.), a Magyar Királyi Belügyminisztérium engedélyével 1890-ben az eredeti vezetéknevű Czernil Nándor vezetéknevet változtatott, a felvett vezetéknév Várkonyi, utónév Nándor. Édesanyja Eberhardt Mária (Pécs, 1861. augusztus 9. – Budapest, 1953. Id. Várkonyi Nándor és Eberhardt Mária kilenc gyermeke közül vele együtt heten érték meg a felnőttkort: Irén (1886–1972), Dezső (1988–1971), Margit (1900–), Ödön (1894–1956), Mária, Gizella (1902–1997), András és László közvetlenül a születésük után haltak meg. Szülőháza Pécsen a Petrezselyem utca (ma Aradi vértanúk útja) 17-es számú háza volt. Bátyja Várkonyi Hildebrand Dezső (1888–1971) filozófus. 1927 októberében megnősült, felesége Schäffer Erzsébet (1906–1985), két gyermekük született, leányuk Éva (1928–2005) Kende Sándorné és Péter fiúk (1932–2020). Három unokája, Kende Ágnes és Kende Kata (Éva gyermekei), valamint András (Péter gyermeke) a mai napig nagyapjuk emlékének méltó őrzői: konferenciák, szabad- és nyári egyetemek, emlékestek, tanácskozások, megemlékezések, (Pécsen, Nyitrán, Sümegen és Budapesten), könyvek, tanulmánykötetek, valamint egy gazdag tartalommal bíró, folyamatosan bővülő honlap segítségével. Kende Kata nagyapja emlékének fennmaradása és munkásságának bemutatása érdekében egy rendkívül adatgazdag, informatív honlapot indított 2016. június 5-én.

## Életpályája
Nyitrán érettségizett 1914-ben. A család ezután Budára költözött. Várkonyi Budapesten tanult bölcsészetet, magyar–francia szakon, illetve orientalisztikát hallgatott Mahler Ede professzornál. 1916-tól katona volt az első világháborúban, 1917-ben leszerelték betegsége miatt, mely későbbi halláskárosodását okozta. 1918-tól egy évig Révay József gróf házitanítója volt. 1921-ben teljesen elvesztette hallását. A tanári pályáról le kellett mondania. 1921-ben közli írásait a Tavasz című pozsonyi folyóirat. Szeptembertől Pappenheim Szigfrid gróf gyerekeinek, Sándornak és Györgynek a nevelője volt. 1922-ben Pécsre költözött. Süketsége miatt tanári oklevelet nem szerezhetett, ezért 1918-tól 1924-ig fizikai munkával, (szőnyegszövés, könyvkötés) részben könyvfordítással tartotta fenn magát. Számos francia, német, angol és olasz írótól jelentek meg fordításai. 1926-ban például két újabb regény fordítását adják ki: Honoré de Balzac: Sivatagi kaland és Edgar Allan Poe: Az aranybogár című művét. 1928-ban megjelent Emile Baumann: A feláldozott című regényfordítása. A fordítói munkát Pécsre való visszakerülésével sem hagyta abba. Honoré de Balzac, Émile Baumann, René Bazin, Ernst Theodor Amadeus Hoffmann, Joris-Karl Huysmans, Xavier de Maistre, Alfredo Panzini, Edgar Allan Poe műveit fordította magyar nyelvre. Saját bevallása szerint beszédszintű nyelvismerete volt francia és német nyelvekből, ezek mellett olvasási szinten tudta még az angolt, az olaszt, valamint a latint és a görögöt, de értette a spanyol, a portugál, a holland szövegeket is. A doktori szigorlatot süketen tette le a pécsi egyetem bölcsészeti karán 1929-ben, magyar-francia-német irodalomtörténetből, summa cum laude minősítéssel. „A magyar irodalom és a világirodalom kapcsolatai” c. tárgykörből rendszeresen előadásokat tartott 1935-től 1940-ig a Bölcsészet-, Nyelv- és Történettudományi Karon, 1941-től 1945-ig a Jog- és Államtudományi Karon, valamint 1945/46-ban a Tanárképző Tanfolyamon. 1929-ben első ízben osztják ki a Baumgarten-díjakat. Neve ott szerepel a díjra jelöltek között, de végül „vigaszdíjul", áprilisban ezer pengő jutalmat kap csak. Egyik elindítója és szerkesztője a Symposion című lapnak. 1924-től 1956-ban történt nyugdíjazásáig az Egyetemi Könyvtár munkatársa volt (1948-tól osztályvezető, 1950–1951-ben megbízott igazgató). A Pécsi Egyetemi Könyvtárban 1924-től 1936-ig az „ideiglenes napidíjas” jövedelmét hosszú évekig különféle „mellékkeresetekkel” egészítette ki. Lektor volt a pécsi Danubia kiadónál, rendezte és katalogizálta az Irgalmas rend, az Egyetem nyelvészeti tanszék, a Szent Mór Kollégium és a Tóth Lajos Emlékkönytár könyvanyagát. A Pécsi Egyetemi Könyvtárban 1936-ban a legalsó fizetési fokozatban dolgozott. A Janus Pannonius Irodalmi Társaságnak 1931-ben alapító tagja, 1941-től alelnöke, a Batsányi János Irodalmi Társaságnak 1945–1948 között elnöke. Tagja volt a Szent István akadémiának, a Dunántúli Írók Munkaközösségének, a Magyar Irodalomtörténeti Társaságnak, a Magyar Írók Szövetségének, a PEN Clubnak. 1945-ben a Nemzeti Parasztpárt Baranya megyei elnökévé választották meg és tanított a parasztpárt „népfőiskolai tanfolyamain, pl.: Pécsen, Harkányban, Balatonbogláron. A baloldali támadások miatt elnökségéről 1948-ban lemondott. Világirodalmi-történeti doktorátusát 1929-ben szerezte meg a pécsi egyetemen. 1933-ban a bölcsészkaron magántanárrá habilitálták. 1941-től 1948-ig, annak megszűnéséig szerkesztette a Sorsunk című lapot. A két világháború között Hamvas Bélával és Kodolányi Jánossal együtt ők alkották a nagy szellemi triumvirátust, műveiknek szabad, csonkítatlan megjelenése azonban csak 1989 után vált lehetségessé. 1963-ban munkatársa lett a Magyar irodalmi lexikon szerkesztőségének, majd 1970-ben a Világirodalmi lexikon szerkesztőségének.
Tanulmányait, kritikáit, szépirodalmi műveit, valamint verseit az alábbi folyóiratokban, napilapokban publikálta: Alföld, Délsziget, Diárium, Dunántúl, Dunántúl Évkönyve, Dunántúli Napló, Dunántúli Népszava, Dunántúli Szemle, Élet, Életünk, Esti Kurir, Hajdú-Bihari Napló, Híd, Hír (Nyitra), Ige, Írott Kő, Ív, Jelenkor, Katholikus Szemle, Látóhatár, Magyar Műhely, Magyar Szemle, Művészet, Napkelet, Nyugat, Pécsi Emericánás Élet, Pannonia, Pandora, A Pécsi Erzsébet Tudományegyetem Magyar Szociográfiai Intézet Közleményei, Magyarság, Múzeumi Körlevél, Pécsi Napló, Pécsi Szabad Szó, Röneszánsz, Sorsunk, Symposion, Széphalom, Tavasz (Pozsony), Tolna Megyei Népújság, Új Élet, Új Írások, Újság, Vajdasági Írás, Vigilia, Vigyázó Szem.
A Sziriat oszlopai tetralógiáját a nagyközönségnek írta, bízva abban, hogy munkája teljes terjedelmében majd valamikor meg fog jelenni. Ez 1989-ben történt meg, amikor a szocialista rendszerek megbuktak. Általában, kivéve a Bibliát, csak a szerzőkre hivatkozik, a mű (könyv, tanulmány stb.) címét nem adja meg. Ha nem volt lefordítva az eredeti mű magyarra, akkor az eredeti változatot dolgozta fel.
Mezey Katalin véleménye szerint:”Sötét függönyöket húznak el a rendszerváltás évei azok elől az ablakok elől, melyeken át kiláthatunk közel- és távol-múltunk eseményeire, a valódi szereplőkre és a valódi történetekre. Egy ilyen függöny fellebbentésének feladatát vállalta magára a Várkonyi-emlékkönyv is, bízva abban, hogy az idő elteltével sem csökkent azoknak a száma, akik a magyar irodalmi és kultúrhistóriai jelenségekre kíváncsiak, és részt kívánnak venni az értékek trónfosztását hozó évtizedek hagyatékának felszámolásában."
Az 1970-es években, még életében kitüntették a Munka Érdemrend ezüst fokozatával, és az Elnöki Tanácstól megkapta a Felszabadulási Jubileumi Emlékérmet. 1998-ban posztumusz kitüntették a Magyar Örökség díjjal.

## Főbb művei

### ASziriat oszlopaitetralógiája
- Sziriat oszlopai. Elsüllyedt kultúrák; Egyetemi Ny., Budapest, 1942 (1972 és 1984 cenzúrázott kiadás; 2002 teljes kiadás; 2017 2. teljes kiadás)
- Az elveszett paradicsom; Baranya megyei Könyvtár, Pécs, 1988 (Pannónia könyvek) (részletek; 1994 teljes kiadás)
- Az elveszett paradicsom; utószó: Rajnai László; Széphalom Könyvműhely, Budapest, 1994
- Az ötödik ember, 1–3.; Széphalom Könyvműhely, Budapest, 1995–1997
- Varázstudomány, 1–2.; szerk. Mezey Katalin; Széphalom Könyvműhely, Budapest, 1998–2000
- Sziriat oszlopai; szerk. Mezey Katalin; Széphalom Könyvműhely, Budapest, 2002
- Az elveszett paradicsom; szerk. Hafner Zoltán, Mezey Katalin; 2. javított kiadás; Széphalom Könyvműhely, Budapest, 2009.[9]
- Varázstudomány; szerk. Mezey Katalin; Széphalom Könyvműhely, Budapest, 2015–

### Egyéb művek
- A modern magyar irodalom; életrajz összeáll. Szabó István; Danubia, Pécs, 1929
- A pécsi Szent Mór Kollégium könyvtára; Egyetemi Könyvtár, Pécs, 1931 (Közlemények a Pécsi Erzsébet-Tudományegyetem Könyvtárából)
- Pécs és Baranya a szépirodalomban. Életrajzi és tartalmi utalásokkal. 1. közlemény; Egyetemi Könyvtár, Pécs, 1932 (Közlemények a Pécsi Erzsébet-Tudományegyetem Könyvtárából)
- Elmék, eszmék. Tanulmányok; IGE, Budapest, 1937
- Magyar katonaköltők; Janus Pannonius Társaság, Pécs, 1940 (A Janus Pannonius Társaság könyvtára)
- Petőfi arca (1940)
- A dunántúli költészet; Martineum Ny., Szombathely, 1940 (Dunántúli Szemle könyvei)
- Kelet és nyugat határán; Dunántúl Ny., Pécs, 1941 (A Janus Pannonius Társaság könyvtára)
- Kodolányi János; Dunántúl Ny., Pécs, 1941
- A paraszt a magyar irodalomban; Magyar Szociográfiai Intézet, Pécs, 1942 (Szociográfiai értekezések tára)
- Az újabb magyar irodalom. 1880-1940; életrajz, könyvészet Harcos Ottó; Szukits, Budapest, 1942
- Az újabb magyar irodalom. 1880-1940; prof. dr. Nagy Imre tanulmányával kiegészítve; Széphalom Könyvműhely, Budapest, 2021
- Az írás története; Attila Ny., Budapest, 1943 (Turul könyvek)
- Magyar Dunántúl. Táj és nép; Turul, Budapest, 1944 (1975-ben Dunántúl címen jelent meg)
- Az üstökös csóvája. Dokumentumok Petőfiről; Dunántúli Magvető, Pécs, 1957
- Stonehenge; szöveg Várkonyi Nándor, fotó Panyik István, Sellei Sarolta; Corvina, Budapest, 1975
- Dunántúl; utószó Tüskés Tibor, fotó Panyik István, Sellei Sarolta; bővített, átdolgozott kiadás; Magvető, Budapest, 1975
- Pergő évek; Magvető, Budapest, 1976 (Tények és tanúk) (cenzúrázott kiadás; 2004 teljes kiadás)
- Az írás és a könyv története; szerk., jegyz., utószó, névmutató, fotóvál., irodalomjegyzék Keresztúri József, szerk., szöveggond. Mezey Katalin; Széphalom Könyvműhely, Budapest, 2001 [10]
- Pergő évek; szerk., utószó Mezey Katalin; Széphalom Könyvműhely, Budapest, 2004
- Magyar katonaköltők – Az üstökös csóvája – Dunántúl (2006)
- Összegyűjtött tanulmányok; szerk. Mezey Katalin; Széphalom Könyvműhely., Budapest, 2006-
- Egy irodalmi korszak számvetése (2008)
- Kaleidoszkóp (2014)
- "Az elmélet a steril agyvelők menhelye". Várkonyi Nándor és Horváth Árpád levelezése; Napkút, Budapest, 2016 (Káva téka)

### Széphalom Könyvműhely. Várkonyi Nándor életműsorozat. (1990-2017)
- Várkonyi Nándor. Galéria. Életműsorozat.[11]
- Petőfi arca, 1990
- Az elveszett Paradicsom, 1994
- Az ötödik ember I., 1995
- Az ötödik ember II., 1996
- Az ötödik ember III., 1997.
- Varázstudomány I. – A rejtett világ, 1998
- Varázstudomány II. – A rejtett ember, 2000
- Az írás és a könyv története, 2001
- Sziriat oszlopai, 2002
- Pergő évek, 2004
- Magyar katonaköltők – Az üstökös csóvája – Dunántúl, 2006
- Egy irodalmi korszak számvetése, 2008
- Az elveszett Paradicsom, 2009
- Kaleidoszkóp, 2014
- Sziriat oszlopai, 2017

## Emlékezete
- Nevét születésének 85. évfordulóján, 1981. május 19-én vette fel a pécsi Várkonyi Nándor Fiókkönyvtár.
- Pécsett utcát is neveztek el róla a Kertvárosban.
- Várkonyi Nándor Emlékszoba, 2012 óta a pécsi Belvárosi Könyvtárban.

## Ajánlott irodalom
- Várkonyi Nándor bibliográfia; összeáll. Bertók László; Pécsi Városi Könyvtár, Pécs, 1985
- Palkó István: Várkonyi Nándor Vas megyei kapcsolatai In: Vasi Honismereti Közlemények 1988/1.
- Várkonyi Nándor emlékkönyv; vál., szerk. Tüskés Tibor; Széphalom Könyvműhely, Budapest, 1993
- Várkonyi Nándor, 1896–1996. Az író születésének 100. évfordulója alkalmából Pécsett, a Várkonyi Nándor Könyvtárban megrendezett emlékülés előadásai; szerk. Bebessi B. Károly; Pécsi Városi Könyvtár, Pécs, 1997
- Kodolányi János és Várkonyi Nándor levelezése (2000)
- Sodródó emberiség. Babić Sava, Bod Péter Ákos, Bolberitz Pál, Jókai Anna, Kun Miklós, Mezei Balázs, Miklóssy Endre, Tőkéczki László, Varga Csaba, Várkonyi Péter tanulmányai Várkonyi Nándor: Az ötödik ember című művéről; szerk., szöveggond. Mezey Katalin és Nagy Gábor; Széphalom Könyvműhely–Írók Szakszervezete, Budapest, 2000
- Szilágyi Ágnes Judit: Érdekes személyiségek, emlékezetes viták a magyar történetírásban, 27 történészportré, Budapest, Palatinus, 2007. 114-119. o.
- Várkonyi Péter: Várkonyi Nándor öröksége; Széphalom Könyvműhely, Budapest, 2014
- Várkonyi Nándor élete képekben; összeáll. Kende Kata; Széphalom Könyvműhely, Budapest, 2016
- Nagy Imre: Várkonyi Nándor. Portré és tabló; Pro Pannonia, Pécs, 2017 (Pannónia könyvek)
- Várkonyi Nándor. (Pécs, 1896. május 19. – Pécs, 1975. március 11.) Honlap. A legteljesebb forrásanyag, fényképekkel és videókkal.[7]
- Irodalomjegyzék Várkonyi Néndorról. In.: Várkonyi Nándor. Honlap.[7]
- Miklóssy Endre: Várkonyi Nándor olvasókönyv / Várkonyi Nándor életének és munkásságának válogatott bibliográfiája; Széphalom Könyvműhely, Budapest, 2019
- Kende Katalin. Kedves Bátyuskám! Várkonyi Nándor és Weöres Sándor barátsága levelezésük tükrében, 1933-1973. Budapest.  Széphalom Könyvműhely, 2024.

## Videófelvételek
- Várkonyi Nándor – Gaál György filmje. – Youtube.com, Közzététel: 2007. november 25.
- Riport Várkonyi Nándorral. 1. rész. Várkonyi Nándor vallomásai 1. rész. Várkonyi Nándorral a Kürt utcai lakásban beszélgetett Bebessi B. Károly 1970. május 29-én. Eredeti hangfelvétel a pécsi Várkonyi Nándor könyvtár tulajdona. – Youtube.com, Közzététel: Kende Kata. 2012. március 7.
- Beszélgetés Várkonyi Nándorral. 2. rész. Várkonyi Nándor vallomásai 2. Bebessi B. Károly riportja Várkonyi Nándorral, pécsi otthonában, 1970. május 29-én. Ez a beszélgetés II. része. Eredeti hangfelvétel a pécsi Várkonyi Nándor Fiókkönyvtár tulajdonában van. .] – Youtube.com, Közzététel: Kende Kata. 2012. április 7.
- Beszélgetés Várkonyi Nándorral.3. rész. Várkonyi Nándor vallomása 3. rész. Várkonyi Nándorral beszélget Bebessi B. Károly 1970. május 29-én, Pécsen. – Youtube.com, Közzététel: Kende Kata. 2012. április 13.
- Weöres Sándor: Várkonyi Nándor emlékezete. Weöres Sándor maga mondja el versét, melyet Várkonyi Nándor halálára írt 1975-ben. – Youtube.com, Közzététel: Kende Kata. 2017. november 9.
- Várkonyi Nándor – nyitrai évek. – Youtube.com, Közzététel: Kende Kata. Kende Kata. 2014. október 7.
- Várkonyi Nándor Emléknap. Pécs, Várkonyi Nándor Fiókkönyvtár. – Youtube.com, Közzététel: 2016. május 19.
- Kulcsár Katalin beszélget Várkonyi Nándorról és munkáiról Mezey Katalinnal és Várkonyi Péterrel. – Youtube.com, Közzététel: Kende Kata. 2013. szeptember 27.